# Чорна (Угорщина)
Чорна (угор. Csorna, нім. Gschirnau) — місто в медьє Дьйор-Мошон-Шопрон в Угорщині, розташований приблизно за 30 км на захід від Дьйора.
Населення 10 663 чоловік (2010). Площа міста — 91,73 км². Щільність населення — 116,24 чол./км².
Визначною пам'яткою міста є середньовічна католицька церква, пізніше перебудована в стилі бароко.

## Міста-побратими
- Хемен
- Зінцинг
- Лунка-де-Сус

## Галерея

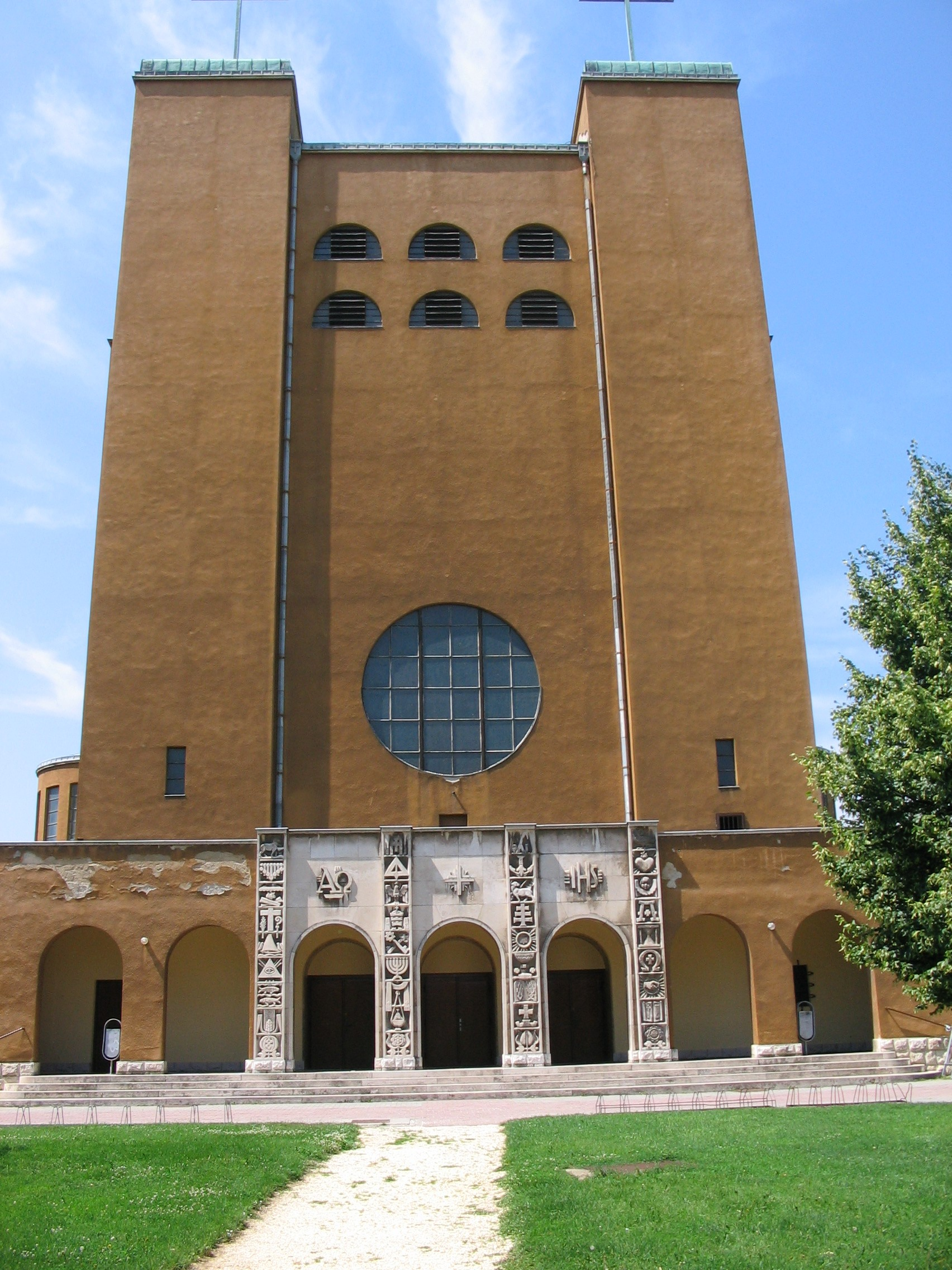
Церква Серця Христового
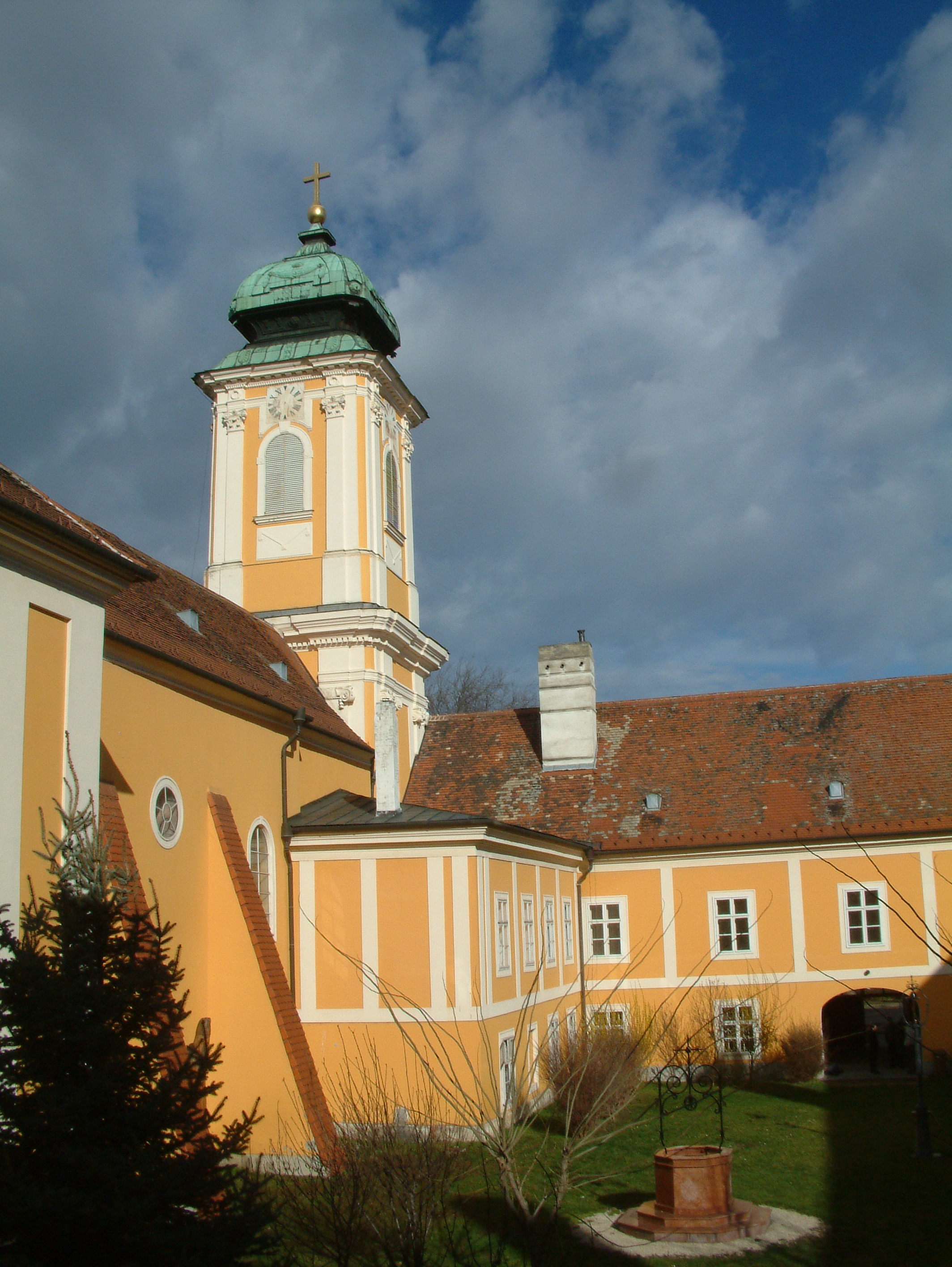
Премонстранцьке абатство